# Tomares subtuspartimconfluens
Tomares subtuspartimconfluens är en fjärilsart som beskrevs av Charles Oberthür 1896. Tomares subtuspartimconfluens ingår i släktet Tomares och familjen juvelvingar. Inga underarter finns listade i Catalogue of Life.